# 箕輪眞治
箕輪 眞治（みのわ しんじ、1950年 - ）は、元日産自動車の自動車クラブのひとつSCCNに所属していたアマチュアドライバーで、スカイライン2000GT-R52勝（諸説あり）のうち2勝を挙げた。

## 経歴
1968年ホンダS800でデビュー。1969年の全日本富士1000kmレースでクラス優勝を遂げる。その後マシンをGT-Rにチェンジし、同年10月の「69日本グランプリ」に出場したが結果はリタイヤに終わる。
しかし翌70年からは、プライベートGT-Rの中でも1位、2位を争うほどの実力をつけ、それを示すかの如く同年4月の「全日本鈴鹿500kmレース」では戦列を離れていくワークスGT-Rを尻目に総合5位（クラス優勝）を奪ってみせ、追浜ワークスのレース関係者から注目されるようになった。そして同年の「70JAFグランプリ」では、マシンの調子が悪かったのを見ていた日産のレース関係者が、ワークスマシンを箕輪に貸し与えるという彼にとってはまたとないチャンスを得る。予選では追浜ワークスの黒澤元治の指導もあって、ワークスドライバーに引けをとらないタイムで2位を獲得、決勝でも百戦錬磨のワークスドライバーたちの中で奮闘し4位入賞を果たすという結果を残し、期待にこたえた。又、同年5月の「全日本鈴鹿1000kmレース」では、当時のライバルであったGT-R使い久保田洋史と組んで出場、トヨタワークスマークIIGSSと激しい攻防の末見事クラス優勝（総合2位）を挙げている。
当時プライベートGT-Rの中で最もワークス入りに近い若手として期待されていたが、同年11月のレースを最後に忽然と姿を消した。